# 安塘礁
安塘礁是南沙群岛东部的一个珊瑚礁，位于安塘滩东北部，阳明礁以西约22海里。1983年中华人民共和国中国地名委员会公布的标准名称为“安塘礁”。西方文献一般称为“Amy Douglas Reef”。2011年6月15日，菲律宾出动海军拆除了中国在南海部分岛礁上设置的标识。